# 群馬県道300号新伊勢崎停車場線

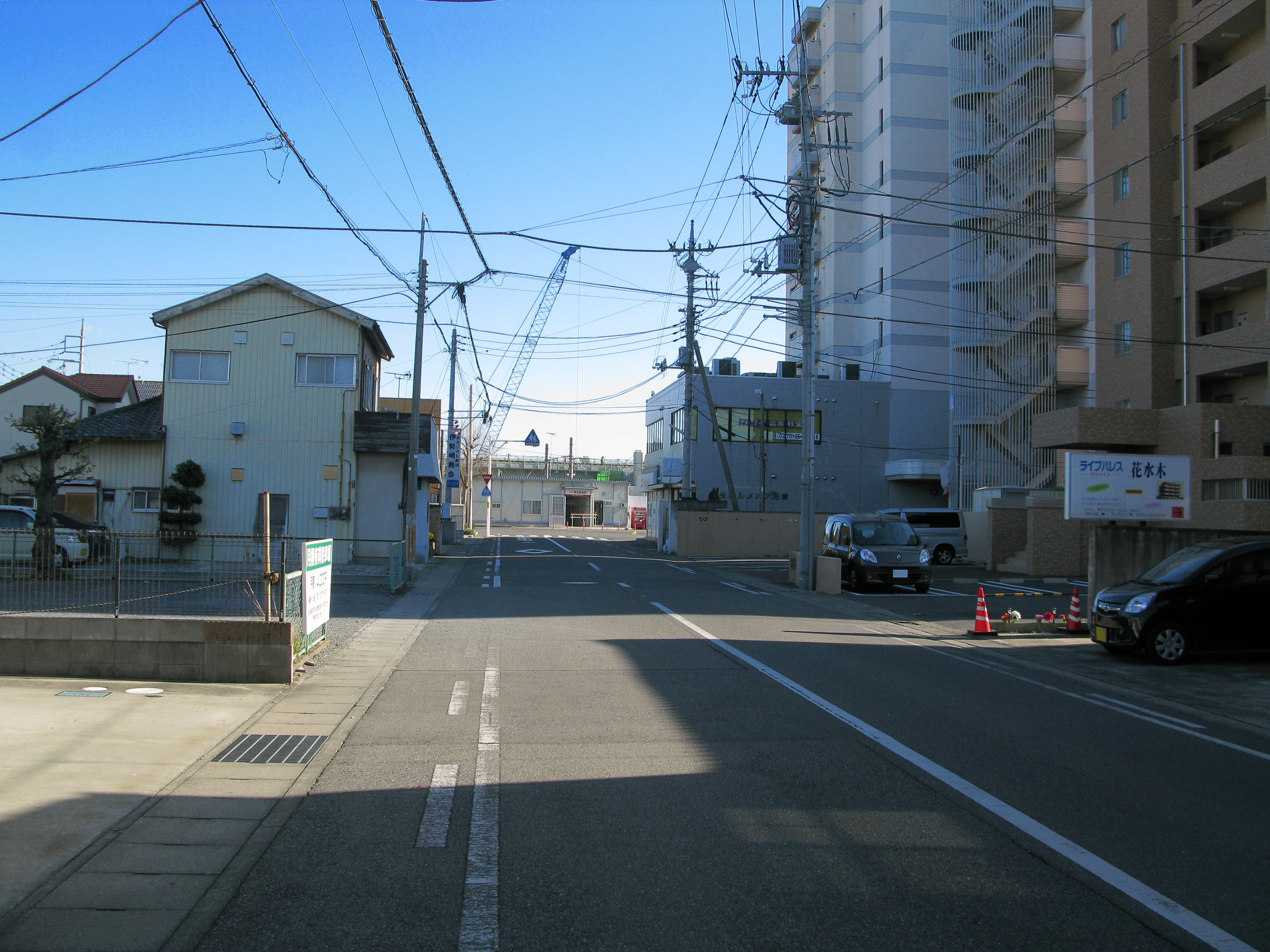
伊勢崎市中央町（2012年12月）

群馬県道300号新伊勢崎停車場線（ぐんまけんどう300ごう しんいせさきていしゃじょうせん）は、群馬県伊勢崎市の 東武鉄道 新伊勢崎駅から県道伊勢崎深谷線に至る一般県道である。

## 路線データ
- 起点：伊勢崎市中央町（東武伊勢崎線 新伊勢崎駅）[注釈 1]
- 終点：伊勢崎市中央町（群馬県道14号伊勢崎深谷線交点〈NTT前交差点〉）[注釈 2]

## 歴史
- 1920年（大正9年）9月1日：伊勢崎新伊勢崎停車場線として群馬県道認定[2]
- 1959年（昭和34年）9月18日：群馬県より現・道路法に基づき、県道新伊勢崎停車場線（新伊勢崎停車場 - 県道伊勢崎深谷線交点〈伊勢崎市〉、整理番号101）が路線認定される[3]。
  - 同日、前身路線にあたる県道伊勢崎新伊勢崎停車場線（伊勢崎市 - 同市新伊勢崎停車場、整理番号137）が路線廃止される[4]。
- 2012年（平成24年）4月1日：伊勢崎市中央町（NTT前交差点、現終点）から伊勢崎市緑町（緑町交差点、旧終点）の区間が除外[5]

## 地理

### 通過する自治体
- 群馬県
  - 伊勢崎市

### 交差する道路
- 群馬県道14号伊勢崎深谷線 - NTT前交差点（伊勢崎市中央町、終点）